# کاکتینگا

کاکتینگا شهری در شهرستان ایپلسه در استان بازگا در بورکینافاسوی مرکزی است و جمعیت آن ۲۵۸ نفر است.